# Nikolaus von Haag
Nikolaus Freiherr von Haag (* 1714 in Mannheim; † 10. Januar 1781 in Tyrnau) war k. k. Generalmajor und Ritter des Maria-Theresien-Ordens.

## Leben
Haag ging 1739 in kaiserliche Dienste und kam in das Kürassier-Regiment „Hohenzollern“. Zu Beginn des Österreichischen Erbfolgekriegs war er Kornett und stieg bis Mitte März 1747 zum Rittmeister auf. Er nahm 1742 am Gefecht bei Frauenberg, der Belagerung von Prag, sowie in den Niederlanden an den Schlachten bei Rocoux (1746) und bei Lauffeldt (1747) teil.
Im Siebenjährigen Krieg wurde er Major und am 27. Juli 1760 Oberstleutnant. Haag zeichnete sich besonders am 30. Juni 1758 beim Überfall bei Domstadtl, sowie beim Gefecht bei Koßdorf aus, wo er die Vorhut führte. Bei Hauptmannsdorf in der Nähe von Friedland sicherte er den erfolgreichen Rückzug des Korps Brentano gegen die nachrückenden Preußen. Haag wurde dabei aber schwer verletzt und am 2. Juli 1762 mit dem Ritterkreuz des Maria-Theresia-Ordens ausgezeichnet. 
Nach dem Krieg erhielt er 1764 auf Grundlage dieser Ordensverleihung die Freiherrnwürde. Er wurde im Jahr 1767 Oberst und am 1. Dezember 1773 Generalmajor. Außerdem erhielt Haag 1779 die Inhaberstelle des 5. Kürassier-Regiments. 
Er starb 1781 in Tyrnau und hinterließ eine Witwe. Diese erhielt von König eine Pension von 1000 Talern.